# Deutsche Eishockey Liga 1999/2000
Sezóna 1999/2000 byla 52. sezonou Německé ligy ledního hokeje. Vítězem se stal tým München Barons.

## Konečná tabulka základní části
| Poř. | Tým                     | Z  | V  | VP | PP | P  | VG  | OG  | B   |
| ---- | ----------------------- | -- | -- | -- | -- | -- | --- | --- | --- |
| 1.   | Kölner Haie             | 56 | 33 | 2  | 11 | 10 | 217 | 144 | 114 |
| 2.   | München Barons          | 56 | 31 | 5  | 6  | 14 | 208 | 155 | 109 |
| 3.   | Krefeld Pinguine        | 56 | 28 | 6  | 5  | 17 | 213 | 171 | 101 |
| 4.   | Kassel Huskies          | 56 | 28 | 2  | 9  | 17 | 168 | 137 | 97  |
| 5.   | Adler Mannheim (M)      | 56 | 27 | 6  | 4  | 19 | 199 | 181 | 97  |
| 6.   | Berlin Capitals         | 56 | 24 | 9  | 7  | 16 | 183 | 172 | 97  |
| 7.   | Frankfurt Lions         | 56 | 24 | 8  | 4  | 20 | 190 | 175 | 92  |
| 8.   | Augsburger Panther      | 56 | 25 | 5  | 2  | 24 | 175 | 166 | 87  |
| 9.   | Hannover Scorpions      | 56 | 21 | 6  | 3  | 26 | 187 | 198 | 78  |
| 10.  | Nürnberg Ice Tigers     | 56 | 23 | 2  | 2  | 29 | 169 | 179 | 75  |
| 11.  | Schwenninger Wild Wings | 56 | 18 | 5  | 9  | 24 | 160 | 185 | 73  |
| 12.  | Starbulls Rosenheim     | 56 | 19 | 5  | 4  | 28 | 168 | 201 | 71  |
| 13.  | Eisbären Berlín         | 56 | 21 | 2  | 3  | 30 | 181 | 193 | 70  |
| 14.  | Revierlöwen Oberhausen  | 56 | 10 | 9  | 3  | 34 | 141 | 201 | 51  |
| 15.  | Moskitos Essen (N)      | 56 | 13 | 3  | 3  | 37 | 128 | 229 | 48  |

| Vysvětlivka        |
| ------------------ |
| Postup do play-off |
| Skupina o udržení  |

## Play off

### Čtvrtfinále
|                  |   |                    | Serie | 1   | 2   | 3   | 4   | 5   |
| ---------------- | - | ------------------ | ----- | --- | --- | --- | --- | --- |
| Kölner Haie      | – | Augsburger Panther | 3:0   | 4:2 | 4:2 | 5:3 | –   | –   |
| München Barons   | – | Frankfurt Lions    | 3:2   | 2:3 | 5:0 | 3:0 | 3:5 | 4:1 |
| Krefeld Pinguine | – | Berlin Capitals    | 1:3   | 2:1 | 4:5 | 3:4 | 3:4 | –   |
| Kassel Huskies   | – | Adler Mannheim     | 3:2   | 3:1 | 0:4 | 0:2 | 7:1 | 7:2 |

### Semifinále
|                |   |                 | Serie | 1   | 2   | 3   | 4 | 5 |
| -------------- | - | --------------- | ----- | --- | --- | --- | - | - |
| Kölner Haie    | – | Berlin Capitals | 3:0   | 2:1 | 5:1 | 4:1 | – | – |
| München Barons | – | Kassel Huskies  | 3:0   | 4:0 | 2:1 | 4:2 | – | – |

### Finále
|             |   |                | Serie | 1   | 2   | 3   | 4   | 5 |
| ----------- | - | -------------- | ----- | --- | --- | --- | --- | - |
| Kölner Haie | – | München Barons | 1:3   | 5:3 | 2:3 | 0:3 | 3:4 | – |

## Skupina o udržení
| Poř. | Tým                     | Z  | V  | VP | PP | P  | VG  | OG  | B   |
| ---- | ----------------------- | -- | -- | -- | -- | -- | --- | --- | --- |
| 1.   | Hannover Scorpions      | 68 | 26 | 9  | 4  | 29 | 257 | 245 | 100 |
| 2.   | Nürnberg Ice Tigers     | 68 | 29 | 3  | 3  | 33 | 169 | 179 | 96  |
| 3.   | Schwenninger Wild Wings | 68 | 24 | 5  | 9  | 30 | 199 | 232 | 91  |
| 4.   | Starbulls Rosenheim     | 68 | 23 | 5  | 8  | 31 | 213 | 244 | 90  |
| 5.   | Eisbären Berlín         | 68 | 25 | 2  | 4  | 37 | 230 | 256 | 83  |
| 6.   | Revierlöwen Oberhausen  | 68 | 16 | 11 | 4  | 37 | 174 | 234 | 74  |
| 7.   | Moskitos Essen (N)      | 68 | 15 | 5  | 3  | 45 | 167 | 282 | 58  |